# Харпер, Уолтер
Уолтер Харпер (1892—1918) — первый человек, покоривший гору Денали, высочайшую вершину Северной Америки.

## Биография
Уолтер Харпер родился в семье Артура Харпера, который был одним из первых старателей Аляски и Юкона, и его жены Дженни Боско, происходивший из местного индейского племени. Уолтер был восьмым и последним ребёнком в семье. В отличие от остальных детей, которые учились в Сан-Франциско, он получил традиционное образование в индейской деревне. Отец Уолтера ушёл из семьи в 1895 году, а через два года скончался от туберкулёза. В 16 лет Харпер начал посещать миссионерскую школу Сент-Маркс в Ненана, где привлёк внимание Хадсона Стака (en:Hudson Stuck).
В 1912 году началась экспедиция на гору Маккинли (ныне Денали), возглавляемая Хадсоном Стаком. Целью экспедиции был южный пик, который является самой высокой точкой Северной Америки. Уолтер Харпер стал первым человеком, покорившим вершину. Помимо Хадсона Стака и Уолтера Харпера в экспедиции принимали участие Гарри Карстенс и Роберт Тетум.
В 1914 году Уолтер Харпер побывал в Нью-Йорке, впервые выехав за пределы Аляски.
В 1918 году Уолтер Харпер со своей молодой женой отправился в путешествие на пароходе принцесса София (en:SS Princess Sophia). 25 октября пароход потерпел крушение в Линн-Канале.